# 사이토 유키 (1987년)
사이토 유키(일본어: 齊藤 悠葵, 1987년 6월 20일 ~ )는 일본의 프로 야구 선수이며, 센트럴 리그 히로시마 도요 카프의 소속 선수였다.

## 인물

### 프로 입단 전
소년 야구 클럽에서 야구를 시작해 이후 후쿠이 현립 후쿠이 상업고등학교에 진학, 1학년 때 여름에 열린 고시엔 대회에는 등번호 11번을 달며 출전했다. 본인은 출전하지 않았지만 후쿠이 상업고등학교는 후에 팀메이트가 되는 고쿠보 데쓰야가 소속된 PL가쿠엔 고등학교와 2차전에서 맞대결을 해 승리를 거뒀다. 3차전 경기인 야마구치 현립 이와쿠니 고등학교전에서는 5회부터 구원 투수로 등판해 자책점이 1이라는 성적을 남겼지만 팀은 패배했다.
3학년 때 봄에는 선발 고등학교 야구 대회, 여름에는 고시엔 대회에 출전하면서 고시엔 대회에서는 3차례(춘계 1회, 하계 2회) 출전하는 등 총 6경기에 등판했다. 2005년 오프에는 히로시마 도요 카프로부터 고교생 드래프트 3순위로 지명을 받아 입단하면서 스트레이트가 130 km/h대의 제구력을 자랑할 정도였으며 고교 시절 통산 34개의 홈런과 50m 달리기에서는 6.3초에 주파할 정도로 타격이나 주루면에서도 비범한 재능을 갖고 있었다는 평가를 받았다.

### 프로 입단 후

#### 2006년
이듬해 2006년, 2군 리그인 웨스턴 리그에서 2점 대의 평균 자책점을 기록할 정도의 안정된 투구를 했다는 평가를 받아 고졸 신인으로서의 1군에 처음으로 승격되었다. 10월 1일의 요미우리 자이언츠(22차전)와의 경기에서 5이닝 동안 피안타 3개와 무볼넷, 무실점으로 호투하면서 1군에서의 데뷔 첫 승리 투수가 되었다. 이것은 드래프트제 도입 이후 구단 역사상 처음으로 고졸 신인에 의한 첫 등판, 첫 선발, 첫 승리 투수였으며 역대 4번째의 ‘요미우리전에서의 첫 등판·첫 선발·첫 승리’ 투수이기도 하였다. 같은 해 고교 야구 대회에서 맹활약을 하여 ‘손수건 왕자’라는 별명으로 알려져 있던 사이토 유키와 동명이인을 갖고 있다는 이유로 언론에서는 ‘붉은 손수건 왕자’(赤いハンカチ王子)라는 별명이 붙여지는 등 경기 직후에 가진 히어로 인터뷰에서 붉은 손수건으로 얼굴에 땀을 닦는 퍼포먼스를 보여주기도 했다.

#### 2007년
작년의 활약으로 인해 일부 언론에서는 신인왕의 유력한 후보로 거론되고 있었다. 그러나 춘계 스프링 캠프가 시작되는 무렵에 투구 폼을 무너뜨리면서 본인의 자랑으로 여겨지고 있던 제구력도 잃게 되었다. 정규 시즌에 들어가서도 컨디션이 좀처럼 오르지는 않았고 최종적으로는 2군에서의 12개 피홈런, 53여볼넷, 9개의 폭투, 66실점, 8패(4승, 평균 자책점 6.11)라는 최악의 성적을 기록하면서 그대로 시즌을 마감했다. 1군에서도 등판했지만 2경기에 등판해 1패와 5.40의 평균 자책점이라는 기대 이하의 성적을 나타냈다.

#### 2008년
등번호가 60번에서 21번으로 변경되었고 시즌 초반에는 부진으로 인해 출발이 늦어졌지만 중반에는 2군에서의 안정된 투구가 계속되어 8월 30일에는 1군에 합류했다. 5회 무실점 호투로 2년 만에 승점을 올리고 나서는 선발 로테이션에 들어가는 등 시즌 3승을 기록했다.

#### 2009년
시범 경기에서의 뚜렷한 결과를 남기면서 처음으로 1군에서의 개막전 명단에 올랐다. 호투를 해도 항상 100개의 전후로 교체하는 기용법 때문에 규정 투구 횟수에는 도달하지 않았지만 선발로서의 시즌을 통해 안정된 투구를 보여주었다. 시즌 도중에 이탈하는 일도 없이 선발 로테이션을 계속 지켰고 패전 수가 앞서기는 했지만 9승 11패라는 좋은 성적을 남겨 팀내 주력 선수로서의 일원이 되었다.

#### 2010년
시즌 초반부터 부진이 계속되면서 5점대의 평균자책점과 선발 엔트리에서 제외되는 등 부진을 겪었다. 그러나 시즌 후반부터 약간의 안정감을 되찾아 데뷔 후 처음으로 완투승을 경험했다.

#### 2011년
개막 전부터 등골을 다치는 등의 부상이 잇따르자 1군에서 등판할 기회를 얻지 못했다.

## 플레이 스타일
최고 속도 146 km/h의 강속구와 슬라이더, 커브, 체인지업을 던져 나눈다. 도움닫기를 붙이면 149 km/h를 던지는 일도 할 수 있어 아직은 신체 능력을 완전하게 사용해서 던지지 않는다고 말해지고 있다.

## 상세 정보

### 출신 학교
- 후쿠이 현립 후쿠이 상업고등학교

### 선수 경력
- 히로시마 도요 카프(2006년 ~ )

### 개인 기록

#### 투수 기록
- 첫 등판·첫 선발·첫 승리 : 2006년 10월 1일, 대 요미우리 자이언츠 22차전(도쿄 돔), 5이닝 무실점
- 첫 탈삼진 : 상동, 1회말에 이승엽으로부터
- 첫 홀드 : 2010년 6월 22일, 대 한신 타이거스 8차전(요나고 시민 구장), 9회초에 6번째 투수로서 구원 등판, 2와 1/3이닝 무실점
- 첫 완투 승리 : 2010년 8월 22일, 대 요코하마 베이스타스 20차전(MAZDA Zoom-Zoom 스타디움 히로시마), 9이닝 1실점

### 타격 기록
- 첫 안타 : 2009년 6월 7일, 대 오릭스 버펄로스 3차전(MAZDA Zoom-Zoom 스타디움 히로시마), 5회말에 히라노 요시히사로부터 우전안타

### 등번호
- 60(2006년 ~ 2007년)
- 21(2008년 ~ )

### 연도별 투수 성적
| 연 도      | 소 속      | 등 판 | 선 발 | 완 투 | 완 봉 | 무 4 구 | 승 리 | 패 전 | 세 이 브 | 홀 드 | 승 률 | 타 자 | 이 닝 | 피 안 타 | 피 홈 런 | 볼 넷 | 고 4 | 몸 맞 | 탈 삼 진 | 폭 투 | 보 크 | 실 점 | 자 책 점 | 평 자 책 | W H I P |
| ---------- | ---------- | ----- | ----- | ----- | ----- | ------- | ----- | ----- | -------- | ----- | ----- | ----- | ----- | -------- | -------- | ----- | ---- | ----- | -------- | ----- | ----- | ----- | -------- | -------- | ------- |
| 2006년     | 히로시마   | 2     | 2     | 0     | 0     | 0       | 1     | 0     | 0        | 0     | 1.000 | 39    | 10.1  | 6        | 1        | 2     | 0    | 0     | 7        | 0     | 0     | 1     | 1        | 0.87     | 0.77    |
| 2007년     | 히로시마   | 2     | 0     | 0     | 0     | 0       | 0     | 1     | 0        | 0     | .000  | 8     | 1.2   | 2        | 0        | 1     | 0    | 0     | 1        | 0     | 0     | 1     | 1        | 5.40     | 1.80    |
| 2008년     | 히로시마   | 6     | 6     | 0     | 0     | 0       | 3     | 1     | 0        | 0     | .750  | 134   | 32.1  | 21       | 4        | 16    | 0    | 1     | 26       | 1     | 0     | 13    | 12       | 3.34     | 1.14    |
| 2009년     | 히로시마   | 27    | 25    | 0     | 0     | 0       | 9     | 11    | 0        | 0     | .450  | 582   | 133.0 | 140      | 14       | 48    | 1    | 3     | 71       | 4     | 0     | 69    | 59       | 3.99     | 1.41    |
| 2010년     | 히로시마   | 23    | 16    | 2     | 0     | 0       | 4     | 7     | 0        | 1     | .364  | 459   | 100.0 | 135      | 13       | 37    | 2    | 3     | 49       | 3     | 0     | 63    | 62       | 5.58     | 1.72    |
| 2012년     | 히로시마   | 6     | 5     | 0     | 0     | 0       | 2     | 3     | 0        | 0     | .400  | 123   | 27.2  | 24       | 2        | 16    | 0    | 1     | 13       | 1     | 0     | 17    | 16       | 5.20     | 1.45    |
| 통산 : 6년 | 통산 : 6년 | 66    | 54    | 2     | 0     | 0       | 19    | 23    | 0        | 1     | .452  | 1345  | 305   | 328      | 34       | 120   | 3    | 8     | 167      | 9     | 0     | 164   | 151      | 4.46     | 1.47    |

- 2012년 기준.